# Wojciech Kuczyński
Wojciech Franciszek Kuczyński (ur. 1941, zm. 5 grudnia 2020) – polski fizyk, profesor nauk fizycznych.

## Życiorys
W 1965 r. ukończył studia fizyczne na Uniwersytecie im. Adama Mickiewicza, w 1974 obronił pracę doktorską, w 1989 habilitował się. W 2004 uzyskał tytuł profesora nauk fizycznych. Pracował w Instytucie Fizyki Molekularnej PAN.

## Odznaczenia
- Krzyż Kawalerski Orderu Odrodzenia Polski[2]